# Hewittia malabarica
Hewittia malabarica – gatunek z roślin z rodziny powojowatych (Convolvulaceae). Reprezentuje monotypowy rodzaj Hewittia Wight & Arn., 1837. Występuje w Afryce Subsaharyjskiej, w południowo-wschodniej Azji od Indii po Chiny oraz na Nowej Gwinei. Jako gatunek introdukowany rośnie na Jamajce.
Rośnie w miejscach nasłonecznionych, zwykle piaszczystych, na przydrożach, w zaroślach, na polanach i porębach leśnych oraz w plantacjach. Kwitnie i owocuje przez cały rok.

## Morfologia

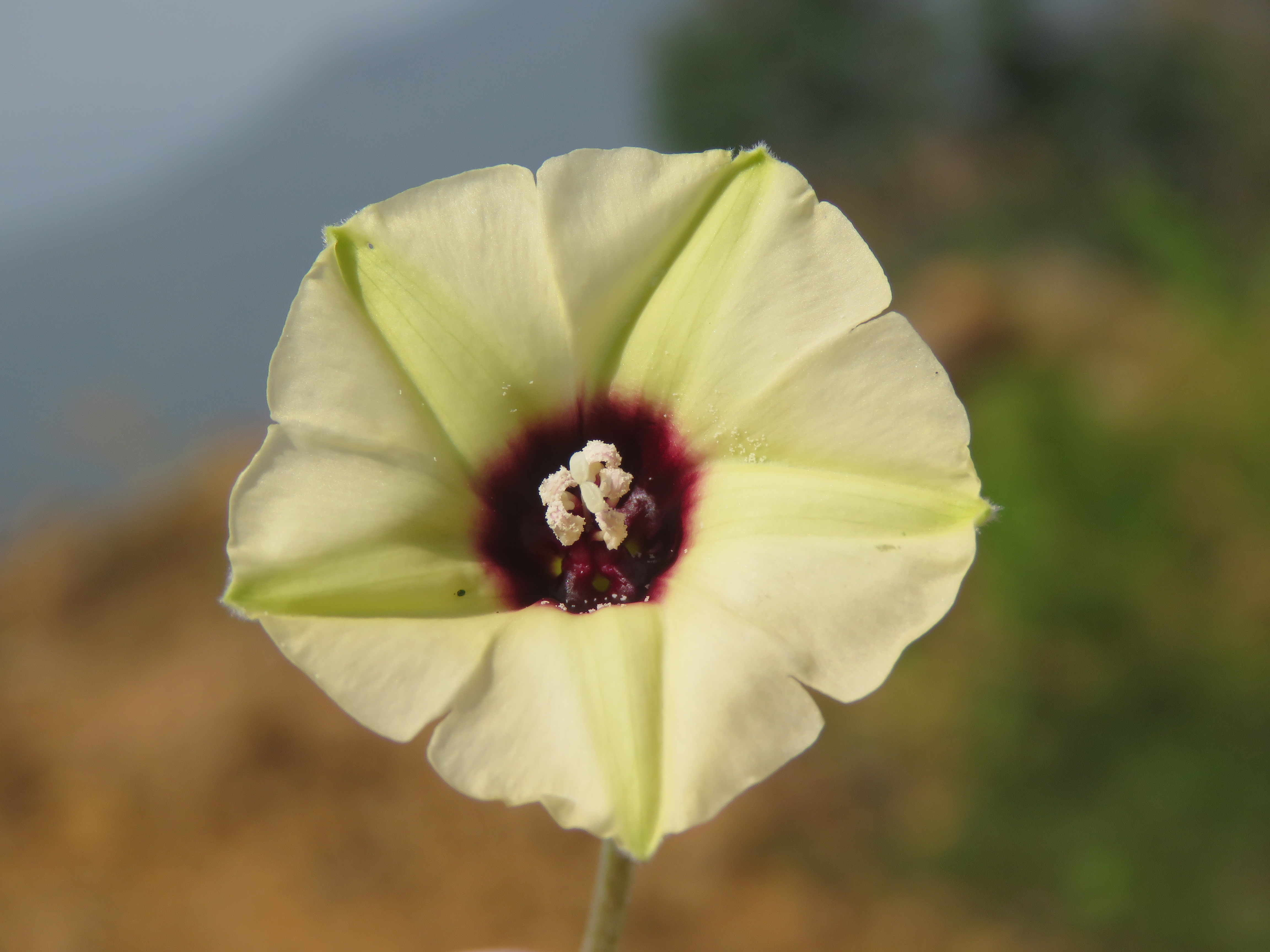
Kwiat

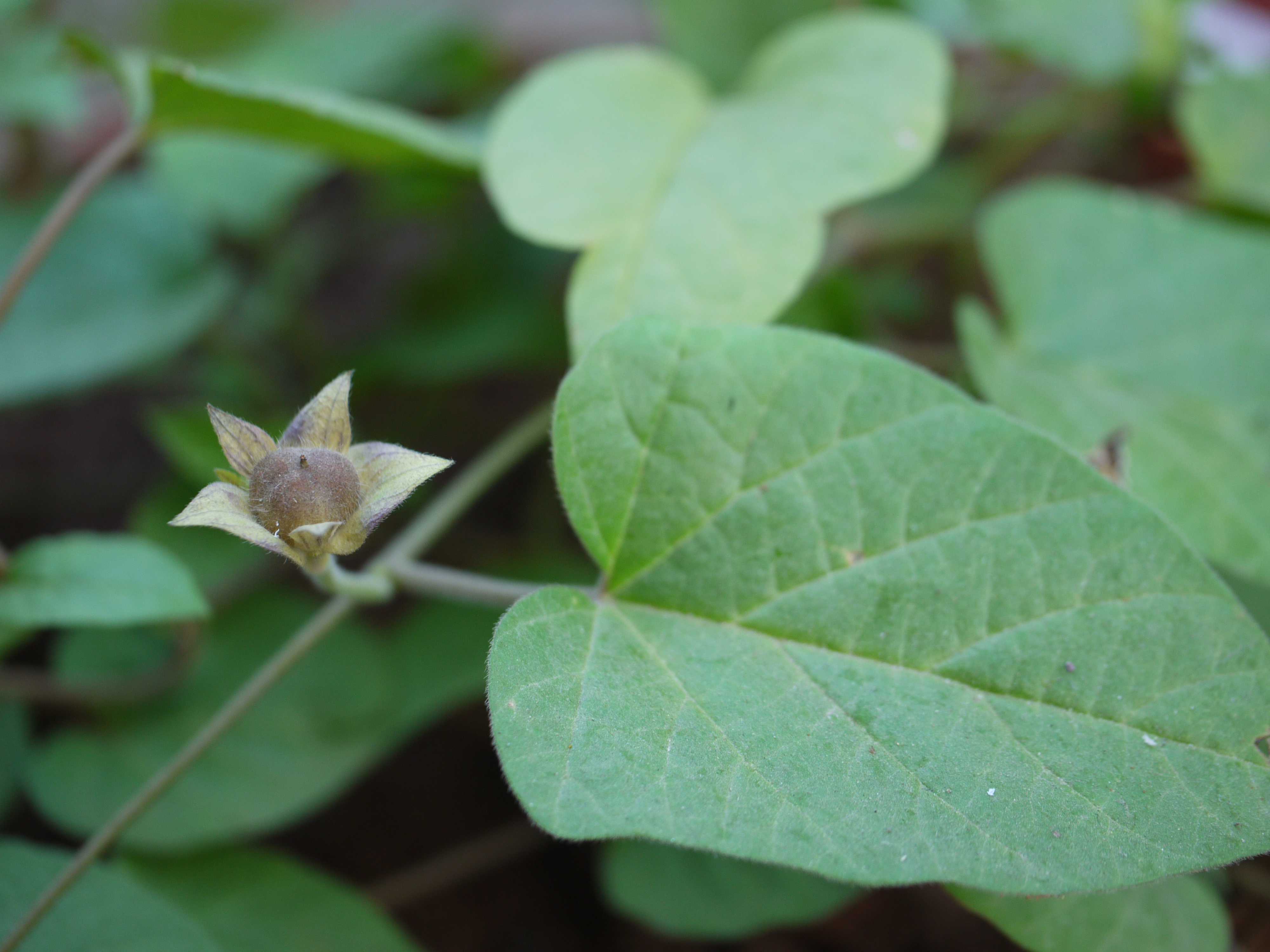
Owoc

PokrójRośliny zielne o pędach pnących i płożących, osiągających do 1–2 m długości i czasem korzeniących się w węzłach.
LiściePojedyncze, ogonkowe, całobrzegie do klapowanych, o nasadzie sercowatej.
KwiatyWyrastają z kątów liści pojedynczo lub zebrane po kilka w wierzchotki. Podkwiatki liściopodobne, odsunięte od kielicha, trwałe. Działki kielicha nierówne – trzy zewnętrzne są większe i powiększają się w czasie owocowania, dwie wewnętrzne są mniejsze. Korona lejkowata lub dzwonkowata, płytko podzielona na 5 łatek. Pręciki schowane w rurce korony. Dysk miodnikowy w postaci pierścienia. Zalążnia jednokomorowa lub z niepełną przegrodą, z czterema zalążkami. Szyjka słupka pojedyncza, nitkowata, zakończona dwoma podługowatymi znamionami.
OwoceKulistawe torebki otwierające się czterema klapami, zawierające 4 nasiona lub mniej.

## Systematyka
Pozycja systematyczna
Gatunek i rodzaj nie przypisany do plemienia z podrodziny Convolvuloideae w obrębie rodziny powojowatych (Convolvulaceae).